# Annie Scott Dill Maunder
Annie Scott Dill Maunder född Russell 14 april 1868 i Strabane, Tyrone, i Nordirland och död 13 september 1947 i Wandsworth, London, i England var en nordirländsk astronom och matematiker.
1891 började Russell arbeta vid Observatoriet i Greenwich, som mänsklig räknare vid den avdelning som fotograferade solen. Där assisterade hon Walter Maunder, som hon gifte sig med 1895. Det innebar att hon fick lämna sitt arbete vid observatoriet på grund av de regler som gällde gifta kvinnor. Paret fick inga gemensamma barn, men Walter Maunder hade fem barn sedan tidigare gifte. De fortsatte att arbeta ihop sedan Annie Maunder slutat sin anställning.

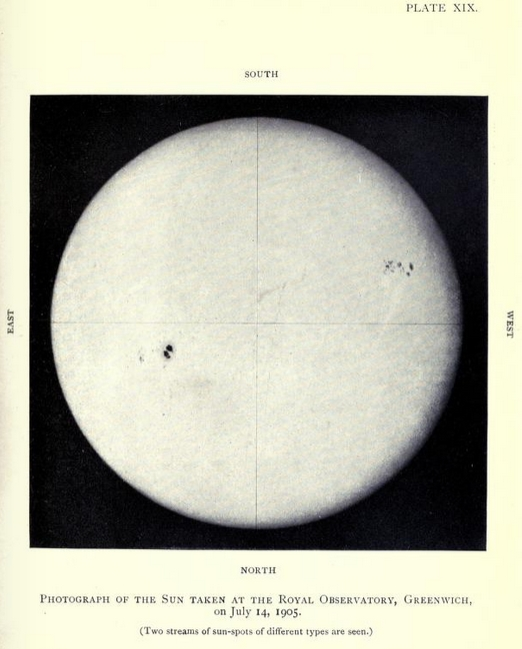
Ett fotografi ur verket The Heavens and their Story, som publicerades 1908.

Maunder publicerade 1908 verket The Heavens and their Story tillsammans med sin make. Boken innehåller fotografier av solen och Vintergatan som hon tagit i sin yrkesutövning.

## Invald i Royal Astronomical Society
Maunder blev 1916 den första kvinnan att antas till Royal Astronomical Society sedan sällskapet 1915 tagit bort regeln i sina stadgar om att inte tillåta kvinnor. Hon återupptog som frivillig sitt arbete vid Greenwichobservatoriet under andra världskriget och arbetade där 1915-1920.
Parets undersökningar visade en överensstämmelse mellan variationerna i solfläckar och jordens klimat. De beskrev den period 1645–1715 i solens historia, då nästan inga solfläckar fanns. Detta har senare blivit benämnt Maunders minimum. De påvisade att detta i tiden sammanföll med den tid som kallats "Lilla istiden", då klimatet över hela jorden karaktäriserades av osedvanligt kalla vintrar och svala somrar.

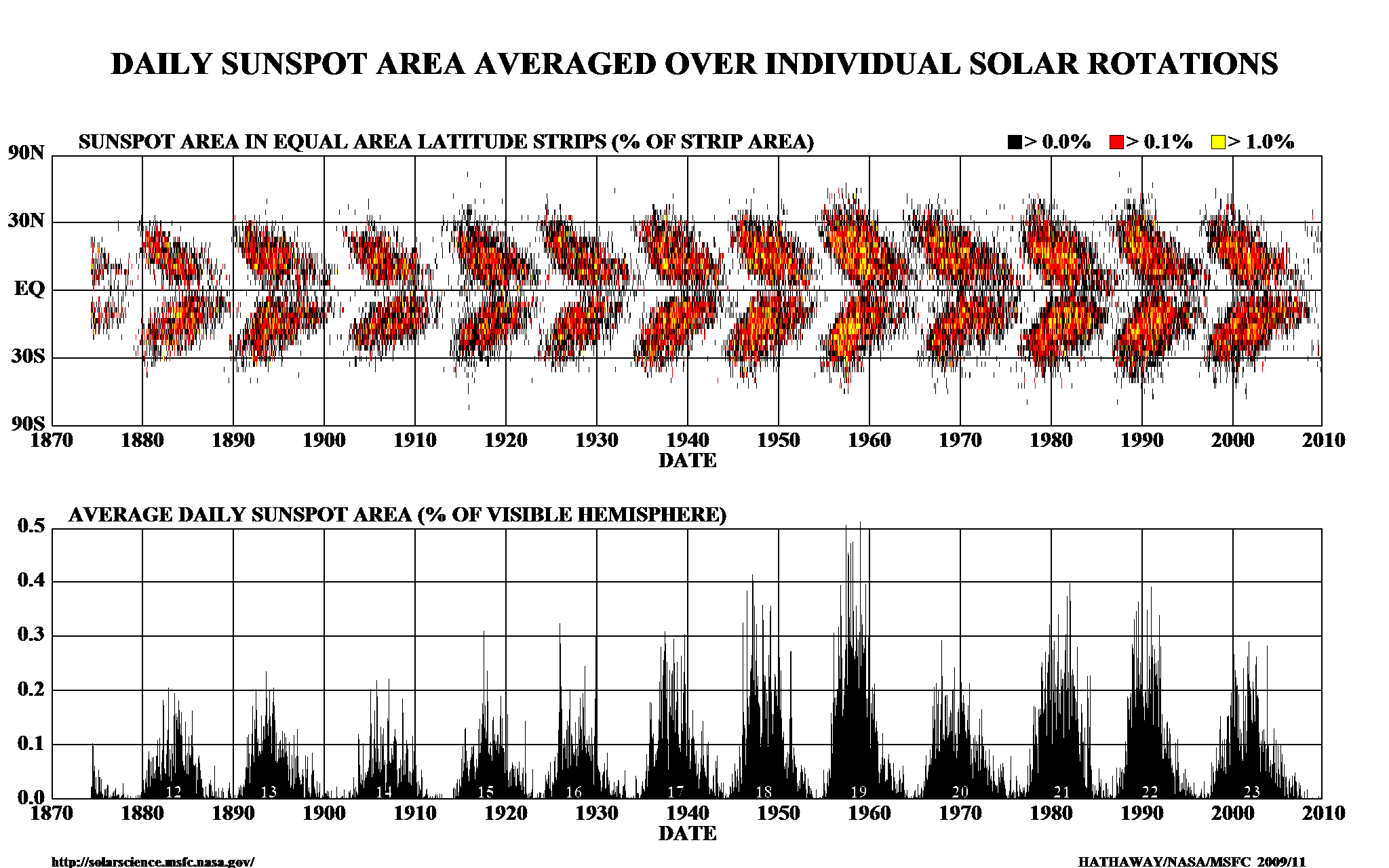
En modern version av Maunders fjärilsdiagram över solfläckarna.

1904 publicerade paret sina slutsatser kring solfläckarnas variationer över åren, utifrån sina observationer och fotografier, något som gav upphov till begreppet "fjärilsdiagram".

## Övrigt
Månkratern Maunder, med en diameter av 55 kilometer,  har sitt namn från Annie och Walter Maunder.
Maunders minimum är också uppkallat efter paret Maunder.